# Руски орбитален сегмент
Руски орбитален сегмент (на руски: Российский сегмент МКС) е име на тези модули на Международната космическа станция (МКС), които са произведени в Русия и се управляват от Федералната космическа агенция (Роскосмос).
Към момента сегментът се състои от пет модула, които в общи линии са ядрото на анулираната руска космическа станция Мир 2. Сегментът се контролира директно от Центъра за управление на полетите в Москва.
Руският орбитален сегмент се състои от следните модули:
- Заря (Функционален товарен блок)
- Звезда (Обслужващ модул)
- Пирс (Отсек за скачване)
- Поиск (Малък изследователски модул 2/Отсек за скачване 2)
- Рассвет (Малък изследователски модул 1/Скачващ товарен модул)

В първоначалните планове на Роскосмос влиза и построяване и изстрелване на модулите Универсален скачващ модул, Руски изследователски модул и Научно-енергийна платформа, но впоследствие те са анулирани. Очаква се през 2012 година да бъде изстрелян модулът Наука заедно с Европейската роботизирана ръка, но за сметка на това Пирс ще бъде премахнат, тъй като трябва да се освободи място за Наука.
Руският орбитален сегмент разполага с шлюзове за скачване с космическите кораби Союз, Прогрес и АТК. Тези кораби се използват за ротация на екипажа на станцията, доставяне на храна, вода, гориво и други консумативи на станцията. Прогрес и АТК се използват и за издигане на орбитата на МКС, но и модулите Заря и Звезда разполагат с двигатели, които могат да изпълняват тази функция.
Без прикачени към него космически кораби и с пълни резервоари, руският орбитален сегмент е дълъг 26 метра и има маса от 62 560 кг в настоящата си конфигурация.